# Coriolanus (pjäs)

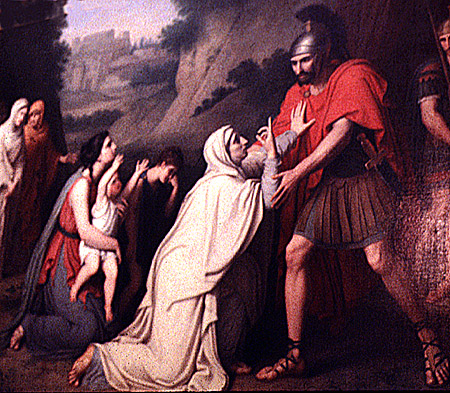
"Venturia vid Coriolanus fötter" av Gaspare Landi.

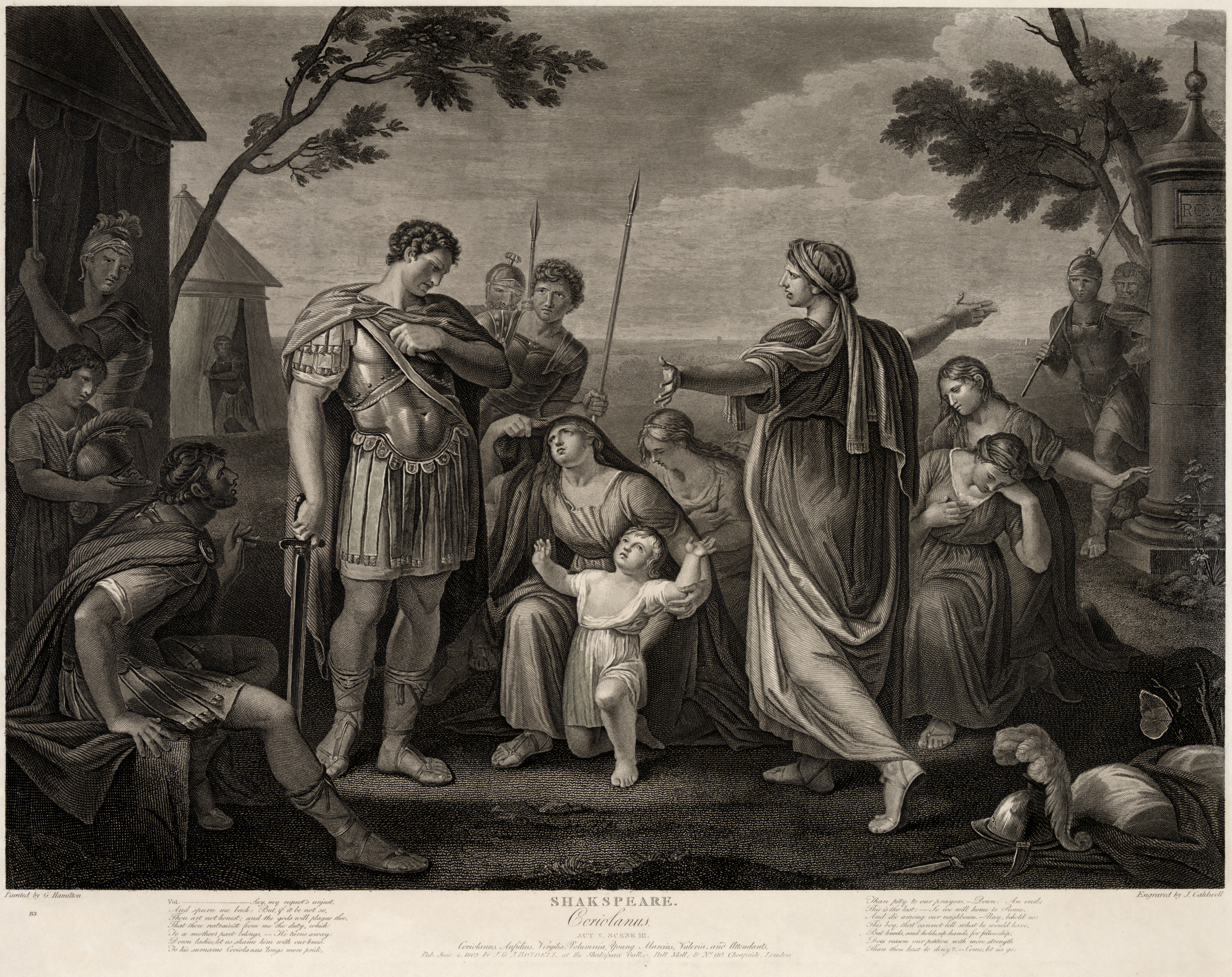
"Coriolanus", Act V, Scene III. av James Caldwell, Gavin Hamilton.

Coriolanus (originaltitel Coriolanus) är en tragedi av William Shakespeare. Pjäsen består av fem akter och är baserad på den romerske fältherren Coriolanus liv. Tillsammans med Antonius och Cleopatra, Julius Caesar och Titus Andronicus brukar den räknas till Shakespeares romarpjäser.

## Tillkomsthistoria

### Datering
Dateringen av pjäsen är osäker och grundar sig på olika skattningar. Filologer och litteraturhistoriker brukar försiktigt uppskatta att pjäsen är skriven någon gång mellan 1605 och 1610, med störst sannolikhet för åren 1607-1609.
Den tidigare dateringen grundar sig på att William Camdens Remaines, som anses vara en möjlig källa, kom ut 1605 (se nedan under Källor). Den senare dateringen grundar sig på att flera andra verk som utkom omkring 1610 anses hänsyfta på Coriolanus: Ben Jonsons komedi Epicœne, or The silent woman; Robert Armins komedier Phantasma och The Italian Taylor and his Boy samt John Fletchers komedi The Woman's Prize, or the Tamer Tamed.
En rad i Shakespeares text anses kunna vara inspirerad av George Chapmans översättning av Iliaden som publicerades 1608.
Vissa passager i texten kan syfta på verkliga händelser i Shakespeares samtid. Formuleringen "I ären ej än eldkol på en is" från första aktens första scen, kan vara inspirerad av pamflettförfattaren Thomas Dekkers beskrivning av hur Themsen frös vintern 1607/1608. På samma vis kan formuleringen "Har fräckhet nog att säga sig förvandla/ Er ström uti ett dike och er leda/ Uti sin flodbädd in?" från tredje aktens första scen, vara inspirerad av Hugh Myddeltons projekt 1608-1609 att tillföra London friskt vatten via kanaler. Temat med folkligt missnöje över statens styre skulle kunna ha inspirerats av lantliga upplopp i Midlands 1607. Upploppen grundade sig i svält till följd av att allmänningar inhägnats.
Filologiska studier av pjäsens stil placerar den senare än Kung Lear, Macbeth och Antonius och Cleopatra och förmodligen strax efter Pericles sommaren 1608.
I foliotexten finns scenanvisningar om musik från kornett samt indelning i akter. Detta ger fler argument för att datera pjäsen till 1608 då båda omständigheterna pekar mot att pjäsen skrivits för inomhusbruk och the King's Men började spela på Blackfriars Theatre det året.

### Pjäsens källor
Det är etablerat att Shakespeares huvudsakliga källa var Plutarchos Jämförande levnadsteckningar (Bíoi parálleloi) som kom i engelsk översättning av Thomas North 1579, The Lives of the Noble Grecians and Romans.
Jämfört med Plutarkos har Shakespeare utförligt byggt ut Volumnias och Menenius roller.
I första aktens första scen håller Coriolanus vän Menenius ett manipulativt och demagogiskt tal till de missnöjda borgarna. Där jämför han styret av samhället med kroppens funktioner. Magen utsätts för rebelliskt uppror av lemmarna, men det är magen som förser kroppen med allt den behöver. Samma förhållande råder mellan adeln och borgarna. Revolten riktar sig mot livsnerven i Rom, matsmältningsapparaten. Liknelsens ursprung är den romerske konsuln Menenius Agrippa. Samma liknelse återfinns i William Camdens Remaines of a Greater Worke Concerning Britaine och tillskrivs den engelskfödde påven Hadrianus IV. Liknelsen återfinns också i Philemon Hollands översättning från år 1600 av Titus Livius Ab Urbe Condita, The Romane Historie. Liknelsen förekommer även i Johannes av Salisburys Policraticus från 1159, liksom i William Averells A Marvailous Combat of Contrarieties från 1588. Det är den senare som verkar vara Shakespeares främsta källa, flera formuleringar är likalydande. Liknelsen var vida spridd och återfinns dessutom i Erasmus av Rotterdams Copia, Aisopos fabler, i en samling av William Caxton och i Philip Sidneys Defence of Poesy. Liknelsen mellan kroppen och politiken får en utförlig behandling i Edward Forsets A Comparative Discourse of the Bodies Natural and Politiquefrån 1606 med särskilt fokus på samhällskroppens sjukdomar.
Livius historia fanns även tillgänglig i ett sammandrag av romaren Lucius Annaeus Florus, Epitoma de Tito Livio. Shakespeare kan också haft tillgång till Niccolò Machiavellis Discorsi sopra la prima deca di Tito Livio. Machiavelli diskuterades i det elisabetanska England.
I samlingen Foure Paradoxes, or Politique Discourses finns två essäer av Donald Digges där denne argumenterar för krig som ett sätt att styra en stat på ett mer smärtfritt vis än fred. Bland de exempel han anför till stöd för sin tes återfinns Coriolanus. Det refereras till Coriolanus exempel även i Six Bookes of a Commonweale som är Richard Knolles översättning från 1606 av ett verk av Jean Bodin. Så görs även i ytterligare två skrifter från Shakespeares samtid: Laurentius Grimaldus Goslicius Commonwealth of Good Counsaile i engelsk översättning från 1607 och William Fulbeckes The Pandectes of the Law Nation från 1602. Även om Shakespeare inte använt sig av alla dessa källor har han valt ett ämne som låg i tiden.

### Tryckningar och text
Pjäsen omnämns i boktryckarskråets (the Stationers Company) register 8 november 1623. Första gången pjäsen publicerades var 1623 i First Folio, den första samlingen av nästan alla Shakespeares pjäser (37 av dem, två saknas) som sammanställdes av Shakespeares skådespelarkollegor John Heminges och Henry Condell och publicerades av Edward Blount och Isaac Jaggard. Filologer tror att det antingen är en sufflörs exemplar eller Shakespeares egna handskrivna manus som ligger till grund för versionen. Förekomsten av utförliga scenanvisningar tyder på att texten bearbetats efter att den framförts.

## Handling
Folket i Rom är missnöjt eftersom sädesmagasinen stängts under kriget mot volskerna. De lägger framförallt skulden på fältherren Caius Marcius. När denne återvänder till Rom efter att ha besegrat volskerna får han namnet Coriolanus som en hedersbetygelse. Hans mor Volumnia övertygar honom om att kandidera som konsul, vilket Coriolanus motvilligt accepterar. Det bär honom emot att be om folkets stöd eftersom han anser att folket är alltför lättlett och benäget på egna fördelar. Men Coriolanus vinner trots allt en plats i senaten, varpå folktribunerna Brutus och Sicinius anstiftar ett uppror mot honom eftersom han är så högdragen och arrogant. Coriolanus reagerar med vrede och fördömer föraktfullt folkviljan och liknar den vid att "kråkorna skulle plocka örnarna". Det slutar med att Coriolanus blir bannlyst och förvisas från Rom, varpå han replikerar att det är han som bannlyser Rom. Coriolanus beger sig då till volskerna och skapar en allians med sin ärkefiende Aufidius för att hämnas och angripa Rom. När romarna får reda på detta sänder de ut en delegation för att blidka Coriolanus, men denne står på sig. Först när hans mor Volumnia och hustru Virgilia vädjar till honom, besinnar han sig. När volskerna får reda på hans svek mördar de honom.

## Översättningar till svenska
Coriolanus finns i tre tryckta översättningar på svenska och en som gjorts direkt för teatern. 1847 kom Carl August Hagbergs översättning ingående i Shakspere's dramatiska arbeten. Bd 1. 1931 kom Per Hallströms översättning ingående i Shakespeares dramatiska arbeten. Sorgespel, Bd 4. 1969 kom Åke Ohlmarks översättning som ingick i samlingsvolymen Tragedier. 1970 gjorde Britt G. Hallqvist en nyöversättning för Alf Sjöbergs uppsättning på Dramaten.

## Uppsättningar
Förekomsten av scenanvisningar om musik från kornett samt indelningen i akter talar för att pjäsen skrivits för inomhusbruk och the King's Men, det dåvarande namnet på Shakespeares trupp, började spela på Blackfriars Theatre 1608.
Den första dokumenterade uppsättningen av Coriolanus var en adaption som sattes upp 1682 på Drury Lane Theatre i London under ledning av Nahum Tate, kallad The Ingratitude of a Commonwealth; or, The Fall of Coriolanus. 1754 spelade David Garrick originaltexten på samma teater. John Philip Kemble satte upp pjäsen upprepade gånger och spelade själv huvudrollen mot Sarah Siddons Volumnia mellan 1789 och 1817. Kemble fick beröm för sin arroganta tolkning. För Edmund Kean som Coriolanus 1820 var rollen ett bakslag. I USA gav Edwin Forrest en fysiskt påtaglig och aggressiv tolkning av huvudrollen mellan 1831 och 1863. Williams Charles Macready hade framgångar med rollen på Covent Garden Theatre i London 1838. För Henry Irving som tog farväl av teatern på Lyceum Theatre 1901 blev rollen en besvikelse, liksom för Ellen Terry som Volumnia.
På Comédie-Française 1934 fick pjäsen en antidemokratisk tolkning och orsakade våldsamma demonstrationer. I Josef Stalins Moskva blev pjäsen ett propagandanummer som framställde Coriolanus som en aristokratisk folkfiende. Nazitidens vurm för pjäsen gjorde att den sedan förbjöds i Västtyskland till 1953.
Laurence Olivier spelade i pjäsen 1937 på Old Vic i London, liksom i Peter Halls regi på Shakespeare Memorial Theatre i Stratford-upon-Avon 1959, då handlingen förlades till Benito Mussolinis fascistiska Italien. 1954 spelade Richard Burton huvudrollen på Old Vic. 1971 spelade Royal National Theatre pjäsen på Old Vic i regi av Manfred Wekwerth och Joachim Tenschert med Anthony Hopkins i titelrollen. 1984 regisserade Peter Hall pjäsen på nytt på National Theatre, denna gång med Ian McKellen i titelrollen. 1992 utklassade Judi Dench som Volumnia Kenneth Branaghs Coriolanus på Chichester Festival Theatre.
Bertolt Brecht gjorde en adaption av pjäsen 1951-1953, Coriolan, som kom att bli oavslutad. Denna version spelades första gången 1962 på Schauspielhaus i Frankfurt am Main.
2013 sattes Shakespeares pjäs upp på Donmar Warehouse i London i regi av Jousie Rourke och med Tom Hiddleston i titelrollen. Föreställningen blev en stor succé och filmatiserades.
2014 blev den fria teatergruppen HOPPart från Budapest mycket uppmärksammad för uppsättningen Korijolanusz som framfördes på Shakespeare-Festival Neuss i Neuss i Nordrhein-Westfalen.

### Uppsättningar i Sverige
1866 spelades Coriolanus av Kungliga Dramatiska Teatern på Gustav III:s opera med mer än 90 statister. Uppsättningen regisserades av Ludvig Josephson, en av Sveriges första moderna regissörer. Axel Elmlund fick mycket beröm för sin framställning av titelpersonen, han spelade med "osökt friskhet och naturlighet". Uppsättningen uppfattades som antiaristokratisk och väckte följaktligen motvilja hos framförallt adeln, men själva pjäsen fick beröm i den konservativa pressen för att den var antiplebejisk. Resultatet blev likväl att många av de välbärgade åskådarna uteblev medan de billiga platserna på femte raden var utsålda.

#### Uppsättningar i Sverige sedan år 1900
- 1934 Radioteatern, regi Olof Molander, med Anders de Wahl
- 1938 Göteborgs stadsteater, regi Knut Ström & Torsten Hammarén
- 1966 Koriolanus, Pistolteatern, Stockholm, regi Tom Lagerborg & A. Frambäck
- 1970 Dramaten, översättning Britt G. Hallqvist, regi Alf Sjöberg, med Keve Hjelm, Toivo Pawlo & Gunnar Olsson

## Filmatiseringar
- 1950 Coriolan, regi Jean Cocteau, med Jean Cocteau
- 1951 regi Paul Nickell (TV, Storbritannien)
- 1965 regi Roger Jenkins (TV, Storbritannien)
- 1965 Coriolano, regi Claudio Fino (TV, Italien)
- 1978 Coriolan, regi Karin Hercher (TV, Tyskland - Bertolt Brechts adaption)
- 1979 regi Wilford Leach (video)
- 1984 The Tragedy of Coriolanus, regi Elijah Moshinsky (TV, Storbritannien)
- 2011, regi Ralph Fiennes, med Ralph Fiennes
- 2014 National Theatre Live: Coriolanus, regi Tim Van Someren, med Tom Hiddleston